# يوفنتوس موسم 2025–26
موسم 2025–26 هو الموسم الـ128 لنادي يوفنتوس لكرة القدم والموسم التاسع عشر على التوالي في الدوري الإيطالي. بالإضافة إلى الدوري المحلي، يشارك يوفنتوس في كأس إيطاليا، ودوري أبطال أوروبا.